# Mont (Altos Pirineos)
Mont es una comuna francesa situada en el departamento de Altos Pirineos, en la región de Occitania.

## Demografía
| 26 | 30 | 18 | 11 | 21 | 36 | 34 | 36 |
| Para los censos de 1962 a 1999 la población legal corresponde a la población sin duplicidades (Fuente: INSEE [Consultar]) |    |    |    |    |    |    |    |